# Józef Michał Łukasiewicz
Józef Michał Łukasiewicz, także Łukaszewicz (żył w XVIII wieku) – kupiec, rajca, prezydent Warszawy, członek Zgromadzenia Przyjaciół Konstytucji Rządowej.

## Życiorys
Pochodził z rodziny ormiańskiej. Był zamożnym kupcem i posiadał kamienicę przy Rynku Starego Miasta.
Należał do bliskich współpracowników prezydenta Jana Dekerta. Od 1791 do 13 kwietnia 1792 był prezydentem Starej Warszawy (jej ostatnim prezydentem). Następnie, od kwietnia 1792, był wiceprezydentem Warszawy. W okresie od 30 sierpnia 1792 do 21 marca 1793 sprawował urząd prezydenta miasta. 20 listopada 1794 komendant Warszawy generał Fiodor Fiodorowicz Buxhövden mianował go jednym z dwóch prezydentów Warszawy (wraz z Andrzejem Rafałowiczem). Był nim do 25 lipca 1796.